# Paranthura ciliata
Paranthura ciliata är en kräftdjursart som beskrevs av Thomas Whitelegge 1901. Paranthura ciliata ingår i släktet Paranthura och familjen Paranthuridae. Inga underarter finns listade i Catalogue of Life.